# Santa Cristina d'Aro
Santa Cristina d'Aro is een gemeente in de Spaanse provincie Girona in de autonome regio Catalonië met een oppervlakte van 68 km². Santa Cristina d'Aro telt 5.128 inwoners (1 januari 2016).
Naast Santa Cristina zelf maken ook de dorpen Bell-lloc, Solius en Romanyà de la Selva (de verblijfplaats van de schrijfster Mercè Rodoreda) deel uit van de gemeente.

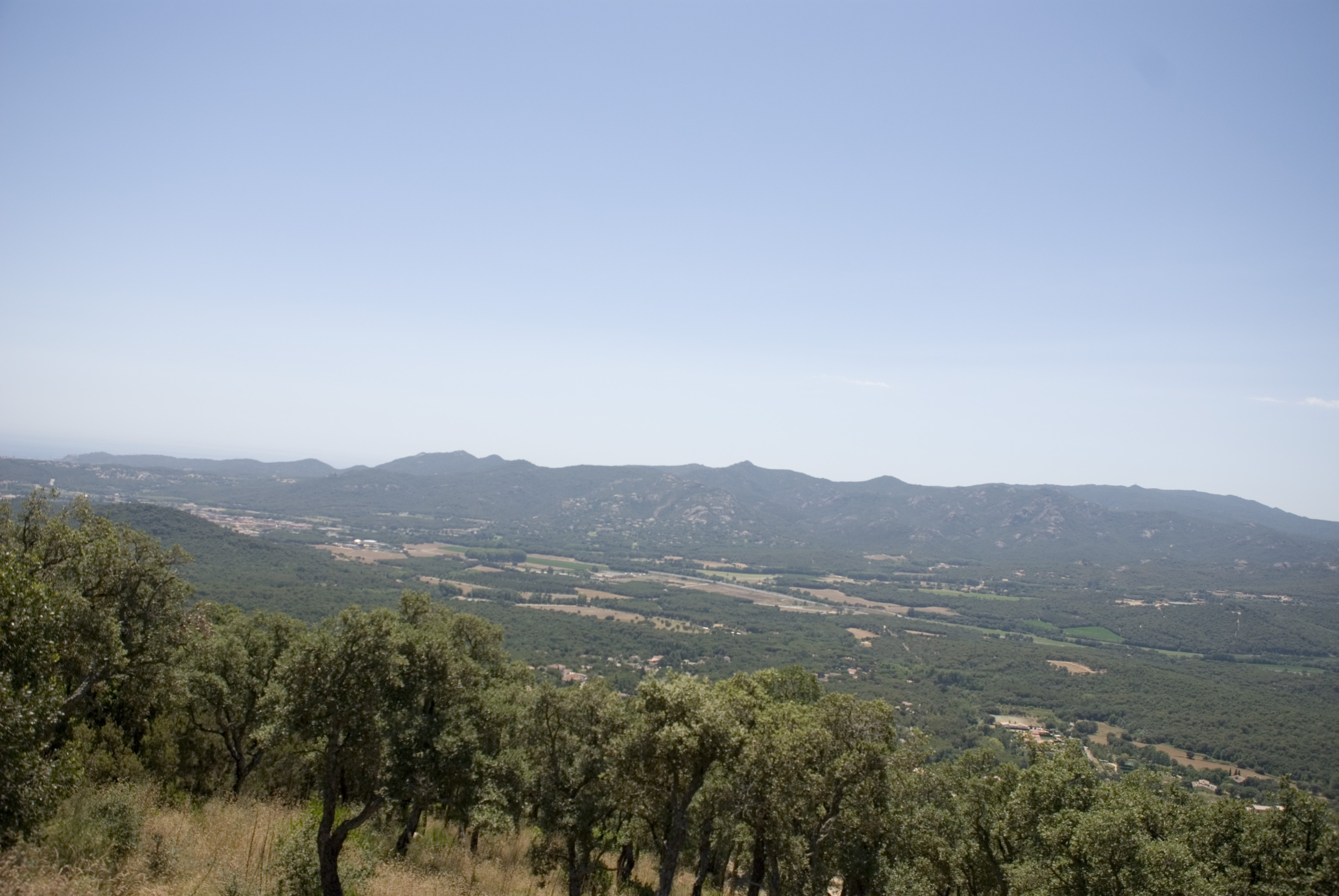
Gemeente Santa Cristina, gezien vanaf Romanyà de la Selva

## Demografische ontwikkeling
Bron: INE, 1877-2011: volkstellingen
Opm.: Tot 1858 behoorde Santa Cristina d'Aro tot de gemeente Castell d'Aro

## Geboren in Santa Cristina d'Aro
- Joaquim Pijoan i Arbocer (1948), schrijver en schilder